# Am fost șaisprezece
Am fost șaisprezece, menționat pe generic sub forma ...am fost șaisprezece, este un film românesc din 1980 regizat de George Cornea. Rolurile principale au fost interpretate de actorii Sebastian Papaiani, Iurie Darie, Elisabeta Adam și Ion Caramitru.

## Rezumat
Acțiunea filmului are loc la Budapesta. Un mic grup de ofițeri și soldați români blochează drumul unor unități hitleriste spre Munții Tatra.

## Distribuție
- Sebastian Papaiani — caporalul Vasile Dobrița
- Ion Caramitru — slt. Marin Năstase, comandantul Detașamentului 1 de asalt
- Elisabeta Adam — învățătoarea unguroaică Erzsi Márton
- Dan Damian — serg. Gheorghe Anghelache
- Alexandru Repan — subofițerul german
- Ștefan Sileanu — serg. major Dumitru Burada
- Andrei Bursaci — caporalul Ion Țupa
- Iurie Darie — mr. Marinescu
- Mircea Bodolan — soldatul Ion Firu
- Alexandru Perghe
- Constantin Drăgănescu — soldatul Marin Dodu
- Vasile Popa — soldatul Vasile Popa
- Igor Bardu
- Gheorghe Bușoiu — soldatul Gheorghe Bușoiu
- Mihai Dimitriu
- Bogdan Mihai Cornea — copilul maghiar Gyuri
- Radu Aneste Petrescu
- Alexandru Lazăr — mareșalul sovietic Rodion Malinovski

## Primire
Filmul a fost vizionat de 2.631.343 de spectatori în cinematografele din România, după cum atestă o situație a numărului de spectatori înregistrat de filmele românești de la data premierei și până la data de 31 decembrie 2014 alcătuită de Centrul Național al Cinematografiei.